# Hierocles (esclavo)
Hierocles (finales del siglo II-222) fue el amante favorito del emperador romano Heliogábalo. Provenía de Caria y en algún momento fue esclavizado y se convirtió en auriga al servicio de Heliogábalo, tras ser alumno de otro auriga llamado Gordius. Heliogábalo consideraba al rubio Hierocles como su esposo y se le atribuye el haber dicho:

Estoy encantado de que me llamen la amante, la esposa, la reina de Hierocles.

Heliogábalo intentó, sin éxito, que declararan César a Hierocles, lo que habría hecho de él el sucesor del emperador. Hierocles fue ejecutado, junto con otros miembros de la corte de Heliogábalo, cuando el emperador fue asesinado en 222.